# Grenzübergang Merdare
Koordinaten: 42° 56′ 53,3″ N, 21° 15′ 23″ O
Der Grenzübergang Merdare (albanisch Vendkalimi kufitar Merdari, serbisch Гранични прелаз Мердаре Granični prelaz Merdare) befindet sich im Nordosten des Kosovo und verbindet diesen mit Serbien. Aus Sicht Serbiens handelt es sich nicht um einen internationalen Grenzübergang, sondern lediglich um einen polizeilichen Kontrollpunkt innerhalb Serbiens (serbisch Административни прелаз Мердаре Administrativni prelaz Merdare). Seit der Unabhängigkeitserklärung des Kosovo im Februar 2008 war der Grenzposten mehrmals Schauplatz gewaltsamer Auseinandersetzungen zwischen Serben und Kosovo-Albanern.
Seit 2019 stehen den Behörden erneuerte, gemeinsam betriebene Anlagen des Grenzpostens zur Verfügung.

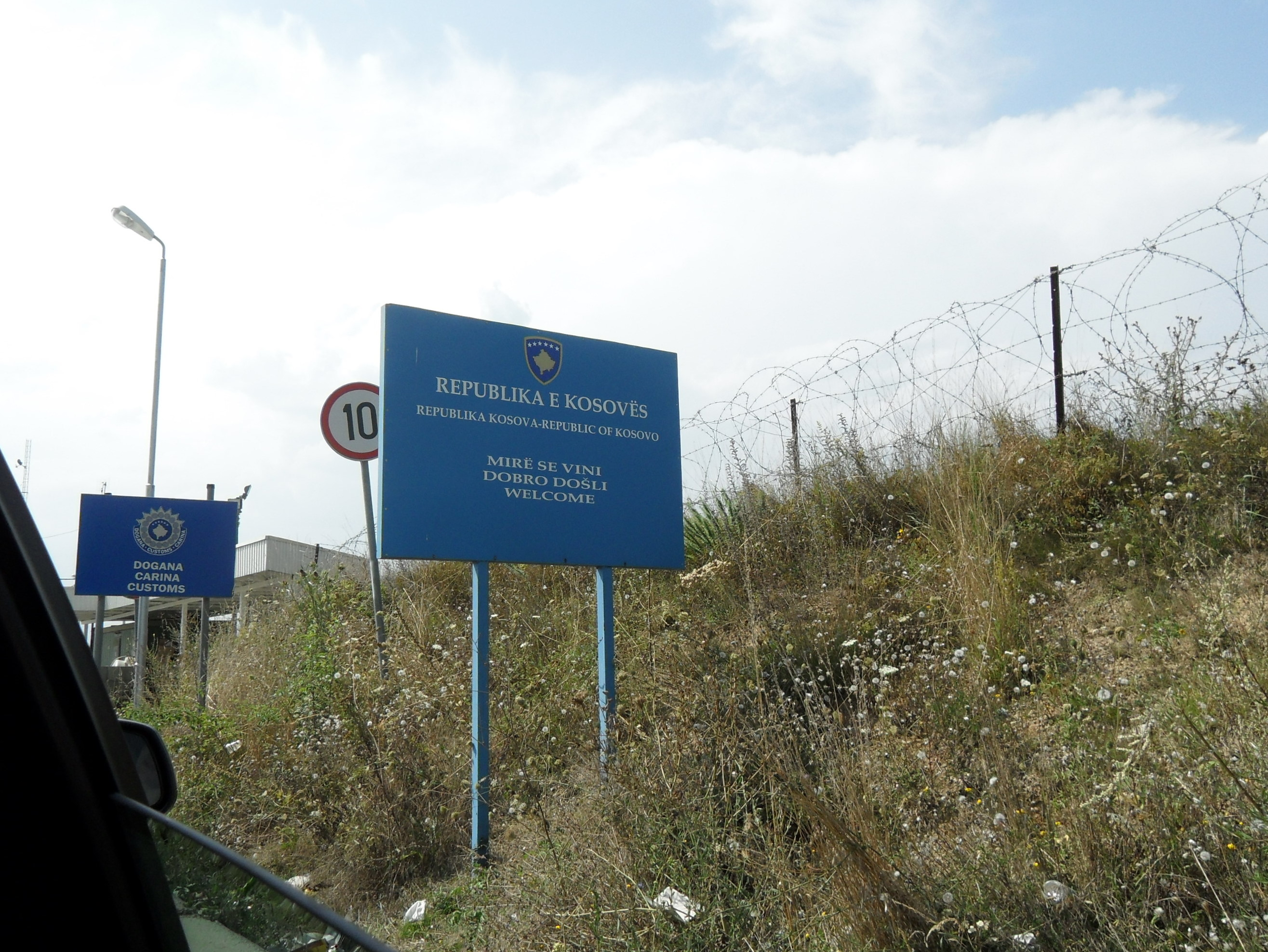
Kosovarisches Schild am Grenzübergang

## Geographie
Der Grenzübergang liegt an der Hauptverkehrsstraße nach Niš nordöstlich des Dorfes Merdare am nördlichen Rand der Gemeinde Podujeva. Im Kosovo wird die Straße als M-25, in Serbien als Bundesstraße 35 bezeichnet.

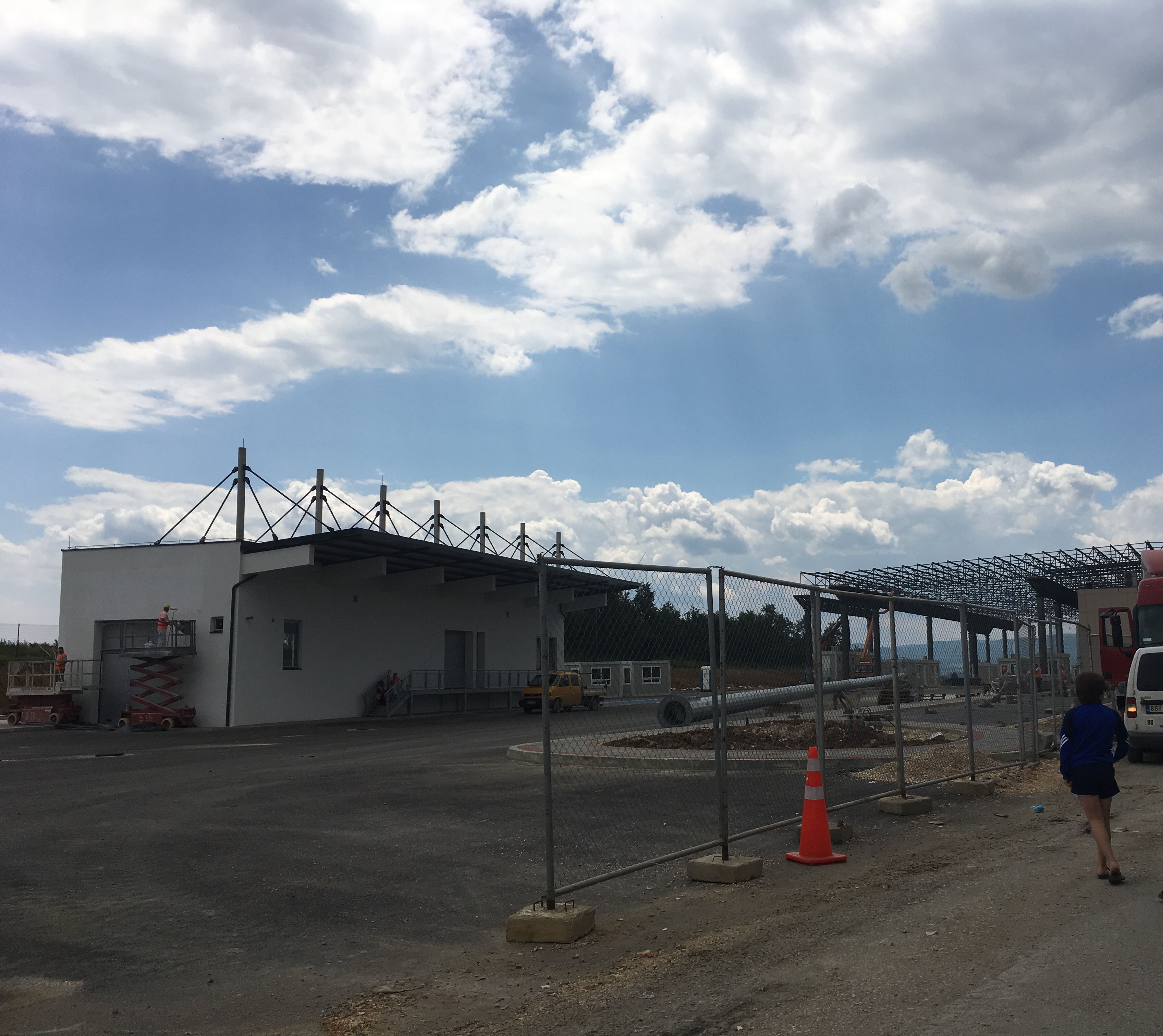
Grenzübergang Merdare (Juli 2018)
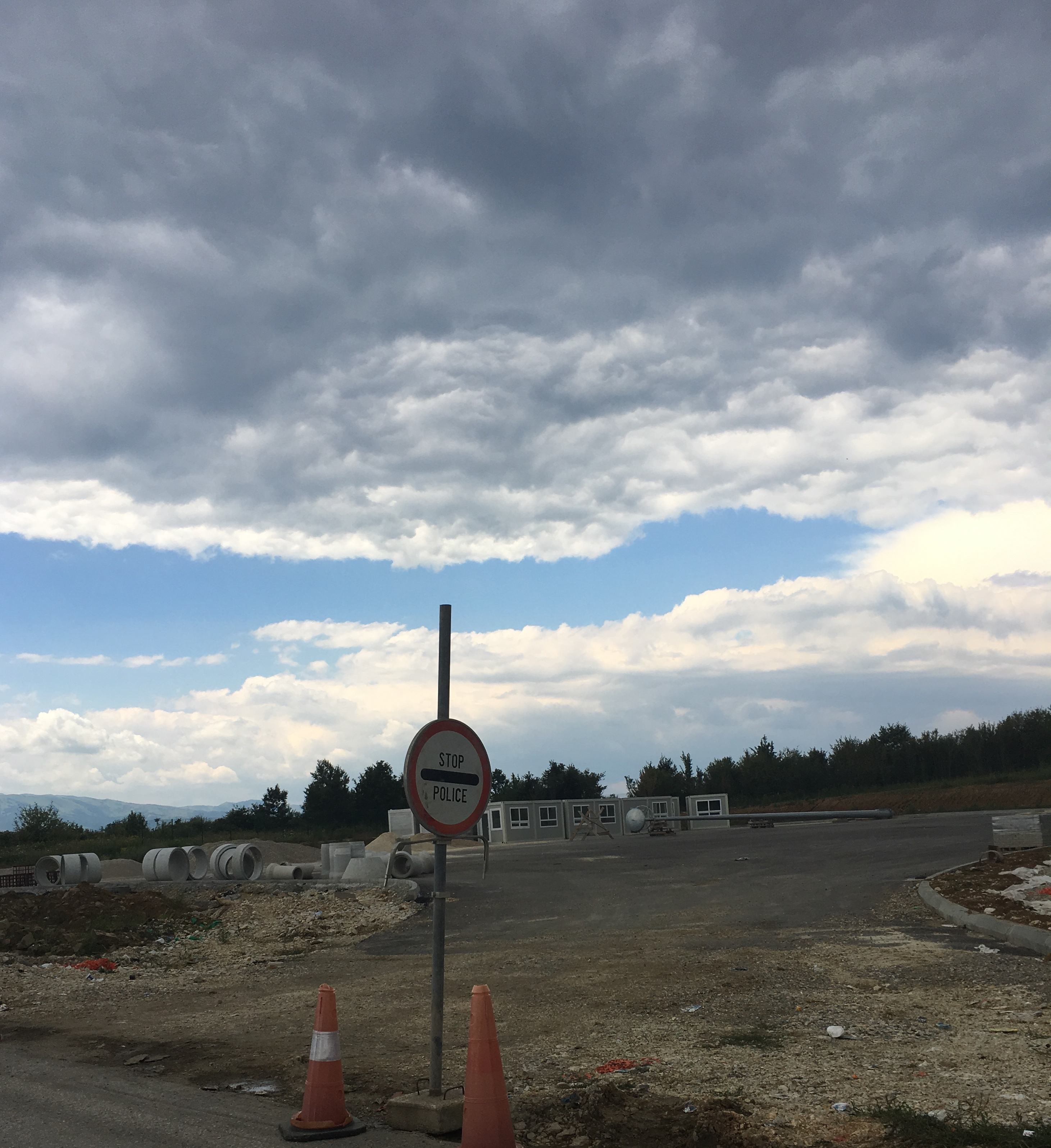
Grenzübergang Merdare (Juli 2018)
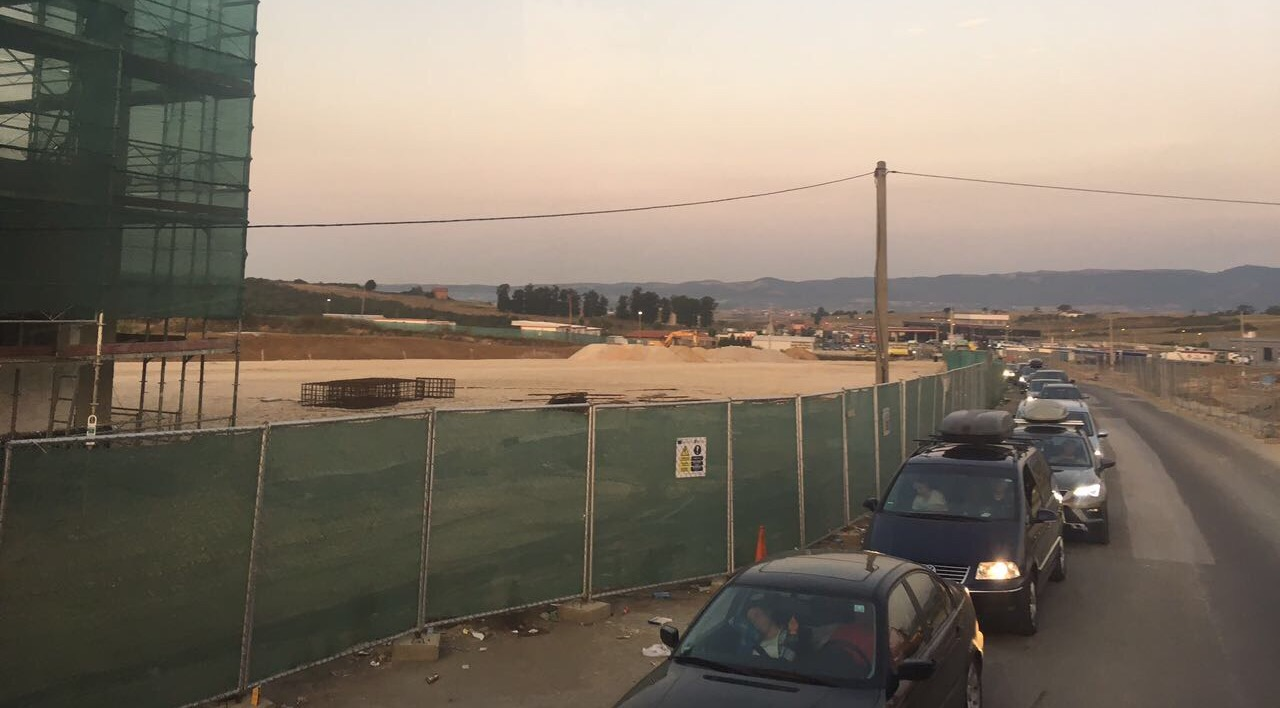
Bauarbeiten am Grenzübergang 2017

## Zollkonflikt
In der Nacht vom 4. auf den 5. Dezember 2012 gab Catherine Ashton bekannt, dass sich Ivica Dačić und Hashim Thaçi in der dritten Gesprächsrunde des Zollkonflikts auf gemeinsame Grenzposten geeinigt haben. Der Grenzübergang Merdare und die Grenzübergänge in Končulj, Jarinje, und Brnjak sollten bis Jahresende gemeinsam von der serbischen, der kosovarischen Polizei und EULEX verwaltet werden. In Jarinje und Merdare sollten die gemeinsamen Kontrollen schon am 10. Dezember starten.